# Liste der Baudenkmale in Borstel (Landkreis Diepholz)
In der Liste der Baudenkmale in Borstel sind alle Baudenkmale der niedersächsischen Gemeinde Borstel aufgelistet. Die Quelle der Baudenkmale ist der Denkmalatlas Niedersachsen. Der Stand der Liste ist der 21. März 2021.

## Allgemein
In den Spalten befinden sich folgende Informationen:
- Lage: die Adresse des Baudenkmales und die geographischen Koordinaten. Kartenansicht, um Koordinaten zu setzen. In der Kartenansicht sind Baudenkmale ohne Koordinaten mit einem roten Marker dargestellt und können in der Karte gesetzt werden. Baudenkmale ohne Bild sind mit einem blauen Marker gekennzeichnet, Baudenkmale mit Bild mit einem grünen Marker.
- Bezeichnung: Bezeichnung des Baudenkmales
- Beschreibung: die Beschreibung des Baudenkmales. Unter § 3 Abs. 2 NDSchG werden Einzeldenkmale und unter § 3 Abs. 3 NDSchG Gruppen baulicher Anlagen und deren Bestandteile ausgewiesen.
- ID: die Objekt-ID des Baudenkmales
- Bild: ein Bild des Baudenkmales, ggf. zusätzlich mit einem Link zu weiteren Fotos des Baudenkmals im Medienarchiv Wikimedia Commons. Wenn man auf das Kamerasymbol klickt, können Fotos zu Baudenkmalen aus dieser Liste hochgeladen werden:

## Borstel

### Gruppe: Kirchhof Borstel
Die Gruppe „Kirchhof Borstel“ hat die ID 34627150.

| Lage                                          | Bezeichnung    | Beschreibung | ID       | Bild           |
| --------------------------------------------- | -------------- | --- | -------- | -------------- |
| Sulinger Straße 3 52° 40′ 10″ N, 8° 58′ 15″ O | Kirche         | Die evangelische Kirche St. Nicolai stammt aus der Mitte des 13. Jahrhunderts. Der Saalbau wurde aus Feldstein errichtet. Im Mittelalter wurde auf dem Westjoch ein Turm aus Ziegel hinzugefügt. Im Inneren der Kirche befindet sich ornamentale Gewölbemalereinen, wahrscheinlich noch aus dem 13. Jahrhundert. An der östlichen Chorwand ist eine gemalte Kreuzigungsgruppe zu finden. Eine kelchförmige Sandsteintaufe stammt aus dem Jahr 1519. | 34429954 | Weitere Bilder |
| Sulinger Straße 3 52° 40′ 9″ N, 8° 58′ 14″ O  | Kirchhof       | Der Kirchhof umgibt die Kirche mit Kriegerdenkmal und Grabsteinen. Ein alter Baumbestand findet sich auf der östlichen Seite. | 34429975 |                |
| Sulinger Straße 3 52° 40′ 10″ N, 8° 58′ 14″ O | Grabsteine     | Auf der westlichen Seite des Kirchhofs finden sich noch alte Grabstellen mit Grabsteinen. | 34430216 |                |
| Sulinger Straße 3 52° 40′ 10″ N, 8° 58′ 16″ O | Kriegerdenkmal | Auf der östlichen Seite des Kirchhofs befindet sich eine aufgemauerte Pyramide umgeben von einem Kreis von Findlingen und mehreren alten Bäumen. | 34430263 |                |
| Kirchweg 1 52° 40′ 8″ N, 8° 58′ 17″ O         | Wohnhaus       | Das Pfarrhaus wurde als eingeschossiges Fachwerkgebäude unter einem Krüppelwalmdach errichtet. | 34430020 |                |

### Gruppe: Friedhofsanlage Borstel
Die Gruppe „Friedhofsanlage Borstel“ hat die ID 34627170.

| Lage                                                               | Bezeichnung | Beschreibung                                                | ID       | Bild |
| ------------------------------------------------------------------ | ----------- | ----------------------------------------------------------- | -------- | ---- |
| Sulinger Straße (Kapelle: Schulweg 10) 52° 40′ 11″ N, 8° 58′ 33″ O | Friedhof    | Der Friedhof wurde im ausgehenden 19. Jahrhundert angelegt. | 34429997 |      |

### Einzelbaudenkmale
| Lage                                           | Bezeichnung | Beschreibung                                                                     | ID       | Bild           |
| ---------------------------------------------- | ----------- | -------------------------------------------------------------------------------- | -------- | -------------- |
| Mühlenweg 1 52° 40′ 20″ N, 8° 57′ 51″ O        | Mühle       | Die Windmühle Reina Roxana wurde als Galerie-Holländerwindmühle 1864 errichtet.  | 34430041 | Weitere Bilder |
| Nienburger Straße 6 52° 40′ 4″ N, 8° 58′ 27″ O | Speicher    | 1740 wurde der eingeschossige Fachwerkspeicher unter einem Satteldach errichtet. | 34430061 |                |

### Ehemalige Baudenkmale
| Lage                                        | Bezeichnung | Beschreibung | ID       | Bild |
| ------------------------------------------- | ----------- | --- | -------- | ---- |
| Brockhoff 1 52° 40′ 2″ N, 8° 58′ 1″ O       | Speicher    | Der eingeschossige Speicher unter einem Satteldach wurde 2006 abgebrochen, aber noch nicht aus dem Denkmalverzeichnis gestrichen.                              | 34430107 |      |
| Sulinger Straße 2 52° 40′ 2″ N, 8° 58′ 1″ O | Speicher    | Der eingeschossige Fachwerkspeicher unter einem Satteldach wurde 1833 errichtet. 2008 wurde das Gebäude abgebrochen und aus dem Denkmalverzeichnis gestrichen. | 34430084 | BW   |

## Bockhop

### Gruppe: Hofanlage Bockhop 2
Die Gruppe „Hofanlage Bockhop 2“ hat die ID 34627134.

| Lage                                    | Bezeichnung              | Beschreibung                                                              | ID       | Bild |
| --------------------------------------- | ------------------------ | ------------------------------------------------------------------------- | -------- | ---- |
| Osterstraße 2 52° 40′ 16″ N, 9° 0′ 1″ O | Wohn-/Wirtschaftsgebäude | Das Zweiständer-Hallenhaus steht unter einem Krüppelwalmdach.             | 34429889 |      |
| Osterstraße 2 52° 40′ 14″ N, 9° 0′ 2″ O | Scheune                  | Die Fachwerkscheune mit Querdurchfahrt steht unter einem Krüppelwalmdach. | 34429910 |      |

### Einzelbaudenkmale
| Lage                                            | Bezeichnung | Beschreibung | ID       | Bild |
| ----------------------------------------------- | ----------- | --- | -------- | ---- |
| Zum Meierende 9 52° 40′ 49″ N, 8° 59′ 1″ O      | Speicher    | Der eingeschossige Fachwerkspeicher unter einem Satteldach wurde 1702 errichtet.                                    | 34429931 |      |
| Hoyaer Weg 8 52° 40′ 40″ N, 8° 59′ 18″ O        | Backhaus    | Das eingeschossige Fachwerkgebäude auf dem Hof Kuls wurde 1817 unter einem Satteldach errichtet.                    | 34429826 |      |
| Hoyaer Weg 8 52° 40′ 37″ N, 8° 59′ 20″ O        | Speicher    | Der anderthalbgeschossige Fachwerkspeicher unter einem Satteldach wurde 1714 errichtet. Der Vordergiebel kragt vor. | 34429803 |      |
| Mitteldorfer Weg 13 52° 40′ 28″ N, 8° 59′ 18″ O | Speicher    | Der lehmverputzte eingeschossige Fachwerkspeicher steht unter einem Satteldach.                                     | 34429849 |      |
| Mitteldorfer Weg 13 52° 40′ 27″ N, 8° 59′ 17″ O | Backhaus    | Das eingeschossige Fachwerkgebäude mit einem Anbau steht unter einem Satteldach.                                    | 34429869 |      |

## Campen

### Gruppe: Hofanlage Campen 2
Die Gruppe „Hofanlage Campen 2“ hat die ID 34627187.

| Lage                                | Bezeichnung              | Beschreibung                                                                      | ID       | Bild |
| ----------------------------------- | ------------------------ | --------------------------------------------------------------------------------- | -------- | ---- |
| Campen 8 52° 40′ 1″ N, 8° 57′ 0″ O  | Wohn-/Wirtschaftsgebäude | Das Vierständer-Hallenhaus wurde 1832 unter einem Krüppelwalmdach errichtet.      | 34430127 |      |
| Campen 8 52° 40′ 2″ N, 8° 56′ 59″ O | Scheune                  | Die Fachwerkscheune mit Quereinfahrt wurde unter einem Krüppelwalmdach errichtet. | 34430152 |      |

## Sieden

### Einzelbaudenkmale
| Lage                                 | Bezeichnung | Beschreibung                                                                          | ID       | Bild |
| ------------------------------------ | ----------- | ------------------------------------------------------------------------------------- | -------- | ---- |
| Sieden 3 52° 40′ 17″ N, 8° 55′ 30″ O | Stall       | Der Fachwerkstall für Schafe mit Quereinfahrt wurde unter einem Satteldach errichtet. | 34430173 |      |
| Sieden 30 52° 40′ 7″ N, 8° 55′ 33″ O | Speicher    | Der zweigeschossige Fachwerkspeicher wurde 1791 unter einem Satteldach errichtet.     | 34430193 |      |